# 그룰리아스코

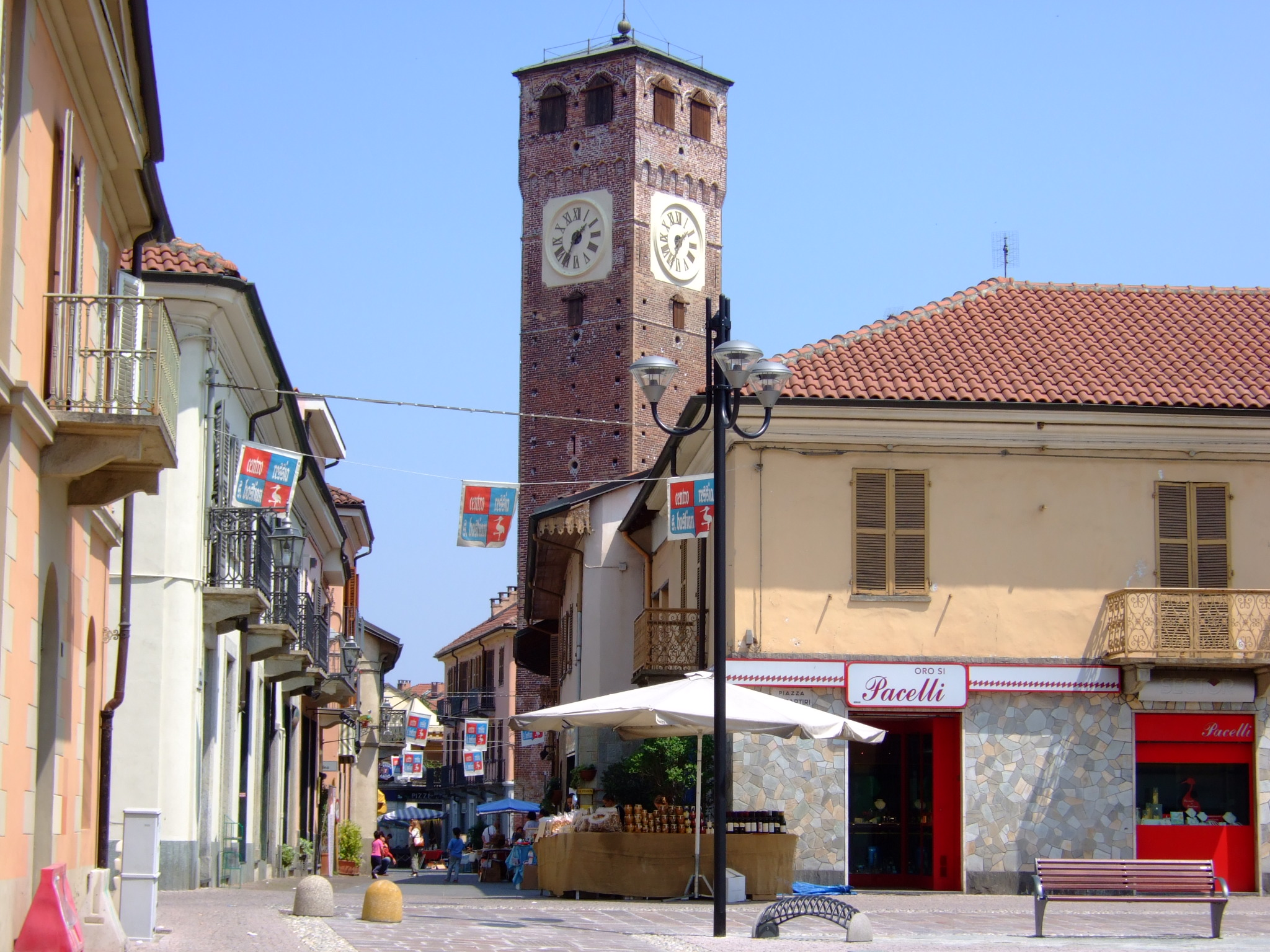
그룰리아스코

그룰리아스코(이탈리아어: Grugliasco)는 이탈리아 피에몬테주 토리노현에 위치한 코무네로 면적은 13.1km2, 높이는 293m, 인구는 38,725명(2014년 3월 31일 기준), 인구 밀도는 3,000명/km2이다. 토리노에서 서쪽으로 약 9km 정도 떨어진 곳에 위치한다.

## 자매 도시
- 이탈리아 산그레고리오마뇨
- 프랑스 에시롤
- 스페인 바르베라델발례스
- 루마니아 로만